# Alone In North America
Alone In North America ê um filme documentário sobre a banda norte-americana de neo-psicodelia The Morning After Girls, em apoio do seu LP Alone. Foi produzido por David Hilbert, dirigido por Hilbert e pela própria banda. O filme apresenta música, imagens e performances ao vivo enquanto recontando uma experiência inovadora em viagens, como membros da banda narram aspirações coletivas e motivos.